# براناف ميستري
براناف ميستري (بالإنجليزية: Pranav Mistry) مواليد 14 مايو 1981 في غوجارات، الهند. هو عالم حاسوب هندي رئيس فريق Think Tank Team ومدير مركز الأبحاث في شركة سامسونج، تهتم أبحاثه بـ واقع معزز وذكاء اصطناعي وذكاء جمعي وإنسالية. كرمه المنتدى الاقتصادي العالمي باعتباره أحد القيادات العالمية الشابة في 2013.